# Diego Haro
Diego Mirko Haro Sueldo (* 18. Dezember 1982) ist ein peruanischer Fußballschiedsrichter.
Haro ist seit mindestens 2008 Schiedsrichter in der peruanischen Primera División und hat in dieser bereits über 220 Partien geleitet.
Seit 2013 steht er auf der Liste der FIFA-Schiedsrichter und leitet internationale Fußballpartien.
Bei der Copa América 2019 in Brasilien leitete Haro ein Gruppenspiel.
Zudem war er unter anderem bei der U-17-Weltmeisterschaft 2015 in Chile, bei der U-20-Weltmeisterschaft 2017 in Südkorea und bei der U-17-Weltmeisterschaft 2019 in Brasilien im Einsatz. Beim olympischen Fußballturnier 2016 in Rio de Janeiro war Haro Unterstützungsschiedsrichter.